# Chiesa di Sant'Urbano (Torbole Casaglia)
La chiesa di Sant'Urbano è la parrocchiale di Torbole, frazione del comune sparso di Torbole Casaglia, in provincia e diocesi di Brescia; fa parte della zona pastorale di Travagliato.

## Storia
In epoca longobarda sorse un monastero dedicato a san Martino, che nel IX secolo, con tutte le sue pertinenze, divenne proprietà del monastero bresciano di San Faustino.

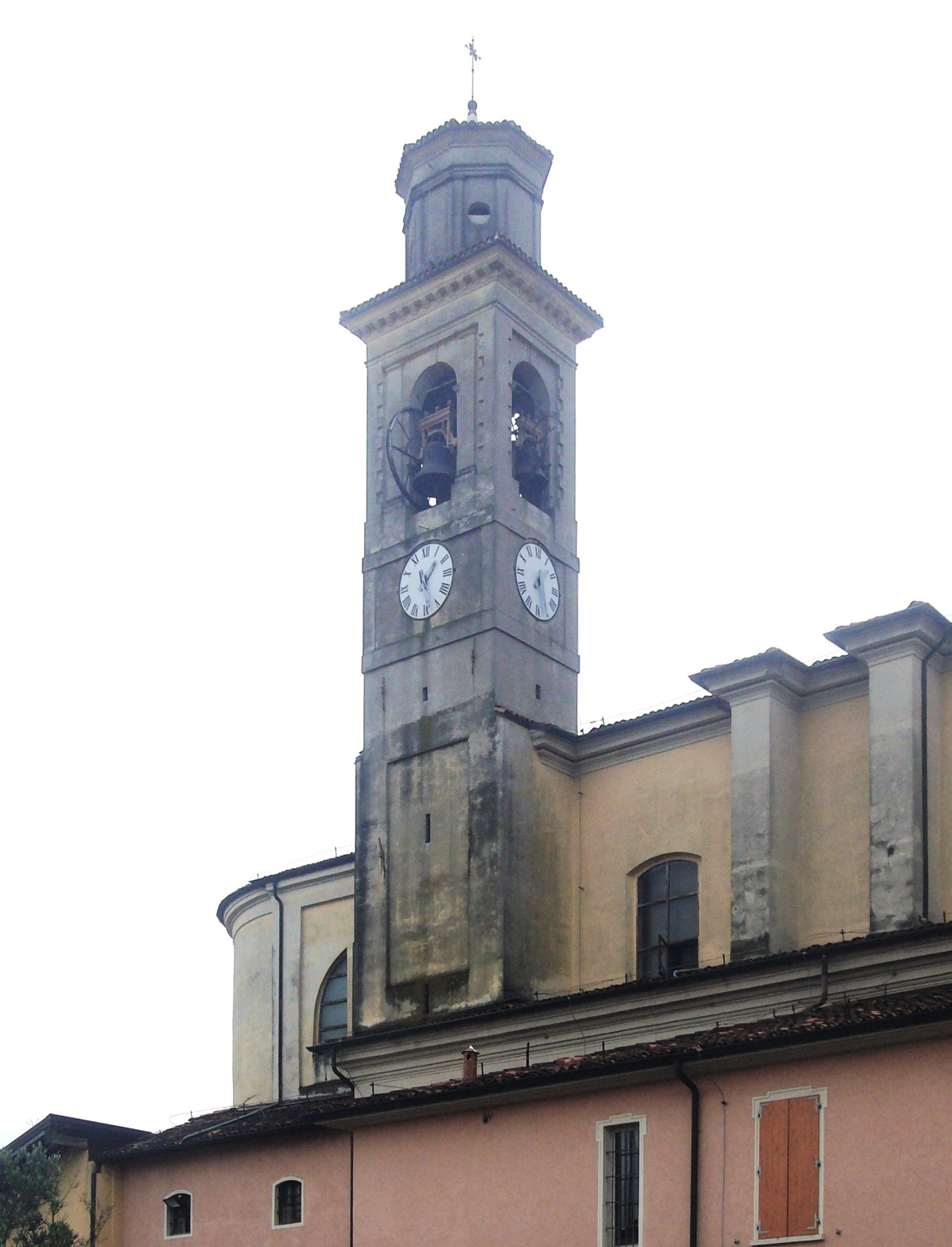
Il campanile

Nel XII secolo fu edificata in paese un luogo di culto dedicato a sant'Urbano: questo edificio venne poi ricostruito nel Cinquecento.
L'arcivescovo di Milano Carlo Borromeo, durante la sua visita del 1580, trovò che il giuspatronato spettava al monastero dei Santi Faustino e Giovita di Brescia, che a servizio della cura d'anime vi era un monaco, che i fedeli ammontavano a 300 e che la parrocchiale era dotata di tre altari.
Dalla relazione della visita pastorale del vescovo di Brescia Daniele Dolfin s'apprende che il numero dei fedeli era pari a 550, che nella chiesa aveva sede la scuola del Santissimo Rosario e che alla della cura d'anime erano preposti il parroco e un sacerdote cappellano.
Nel 1792 iniziarono i lavori di costruzione della nuova parrocchiale; l'edificio, che andò a inglobare alcune parti del precedente luogo di culto, venne portato a compimento nel 1822 e consacrato il 27 gennaio dell'anno successivo dal vescovo Gabrio Maria Nava.
La chiesa fu restaurata nel 1888 e nel 1923, mentre nel 1934 si provvide a risistemare gli apparati decorativi e a posare il nuovo pavimento.
Negli anni settanta si procedette all'adeguamento liturgico secondo le usanze postconciliari mediante l'aggiunta dell'altare rivolto verso l'assemblea; nel 1989 la parrocchia entrò a far parte della neo-costituita zona pastorale di Travagliato, come stabilito dal Direttorio diocesano per le zone pastorali, emanato il 14 aprile di quell'anno con decreto del vescovo Bruno Foresti.

## Descrizione

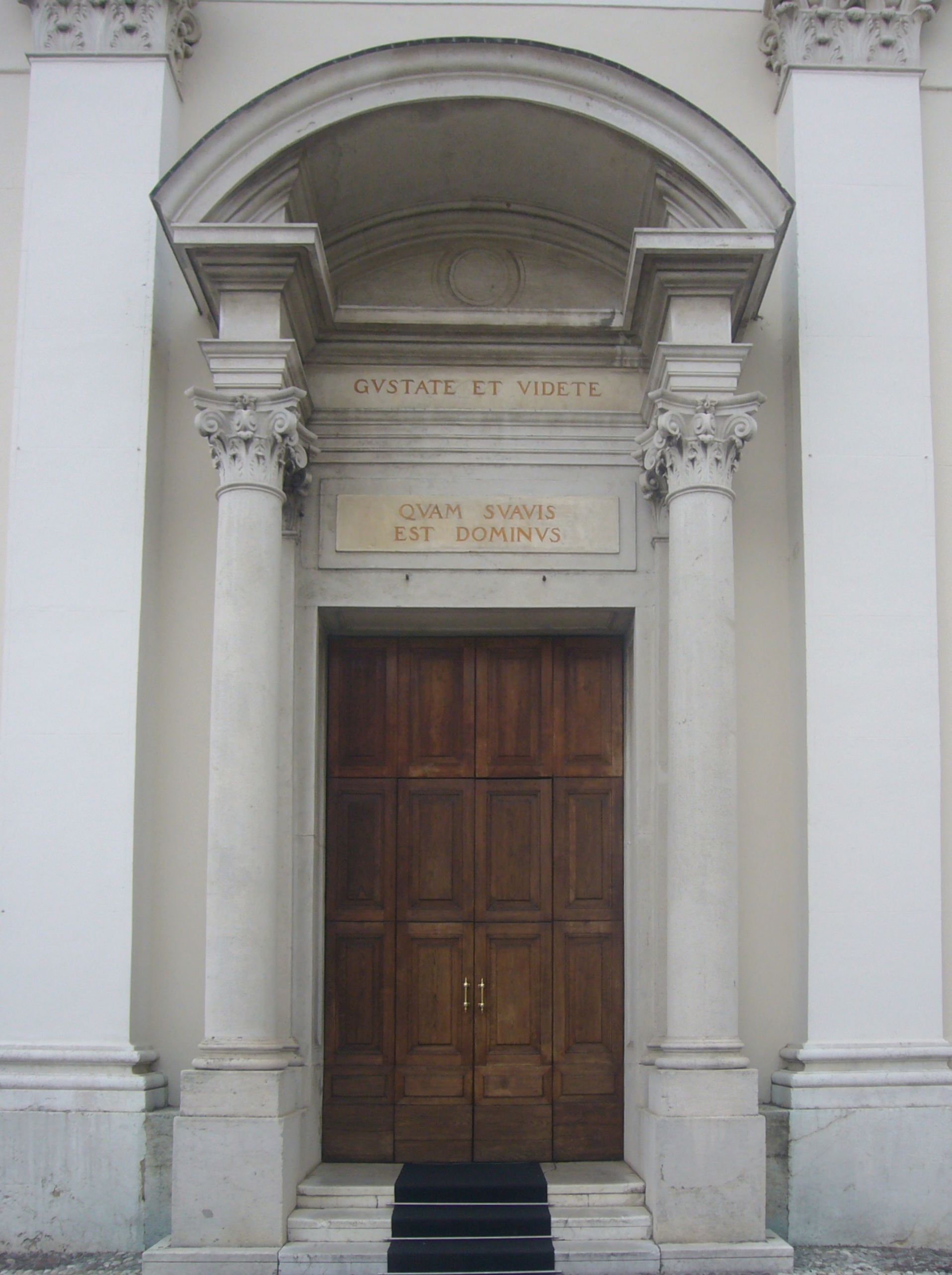
Il portale d'ingresso

### Esterno
La facciata della chiesa, rivolta a occidente, è suddivisa da una cornice marcapiano aggettante in due registri, entrambi scanditi da lesene: quello inferiore presenta centralmente il portale d'ingresso, protetto dal piccolo protiro, mentre quello superiore è caratterizzato da una finestra e coronato dal timpano di forma triangolare.
Annesso alla parrocchiale è il campanile a base quadrata, costruito tra il 1823 e il 1824; la cella presenta su ogni lato una monofora a tutto sesto ed è coronata dal tamburo sorreggente il tetto a otto falde.

### Interno
L'interno dell'edificio si compone di un'unica navata, sulla quale si affacciano le cappelle laterali, introdotte da archi a tutto sesto, e le cui pareti sono scandite da lesene sorreggenti la trabeazione modanata e aggettante sopra la quale si imposta la volta a botte; al termine dell'aula si sviluppa il presbiterio, rialzato di alcuni gradini e chiuso dall'abside di forma semicircolare.
Qui sono conservate diverse opere di pregio, tra le quali la pala con soggetto San Michele Arcangelo e la corte celeste, eseguita nel 1935 da Giovanni Battista Cattaneo, le quindici raffigurazioni dei Misteri del Rosario, realizzate da Pietro Scalvini, e la tela raffigurante Sant'Urbano Papa con i Santi Faustino e Giovita e la Beata Vergine, attribuita a Camillo Rama.